# Пашенных, Феликс Семёнович
Феликс Семёнович Пашенных (род. 5 мая 1952 года в селе Сухобузимское Красноярского края, РСФСР, СССР) — российский учёный, политический деятель, депутат Государственной Думы ФС РФ первого созыва (1993—1995), научный сотрудник ФГБНИУ «Совет по изучению производительных сил», кандидат экономических наук.

## Биография
С 1970 по 1972 год проходил срочную военную службу в вооружённых силах СССР. После демобилизации, с 1972 по 1975 год работал на радиозаводе радиомонтажником, электриком. С 1976 по 1983 год работал в Красноярском политехническом институте инженером, старшим инженером Вычислительного центра. В 1984 году получил высшее образование по специальности «радиоинженер» в Красноярском политехническом институте. С 1983 по 1991 год работал в объединении «Агропроминформ» заведующим группой, заведующим отделом, начальником Информационно-вычислительного центра. В 1990 году вступил в Демократическую партию России, в 1991 году возглавил Красноярское региональное отделение партии.
В 1993 году был избран депутатом Государственной думы Федерального Собрания Российской Федерации первого созыва. В Государственной думе был членом Комитета по промышленности, строительству, транспорту и энергетике, членом Мандатной комиссии, входил во фракцию Демократической партии России.
В 2007 году защитил диссертацию на соискание учёной степени кандидата экономических наук по теме «Оценка эколого-экономического ущерба от хозяйственной деятельности в северных регионах России».
В 2014 году работал научным сотрудником в научно-исследовательском учреждении Российской академии наук и Министерства экономического развития России ФГБНИУ «Совет по изучению производительных сил».

## Законотворческая деятельность
За время исполнения полномочий депутата Государственной думы I созыва выступил соавтором двух законодательных инициатив и поправок к проектам федеральных законов.